# Lillburn (rivière)
La rivière Lilburne   (en anglais : Lilburne River) est un cours d’eaudu Nord de la région de Canterbury, dans l’Île du Sud de la Nouvelle-Zélande

## Géographie
Autrefois connue  comme la rivière “Lillburn », qui fut son orthographe correcte jusqu’en 2003.
Elle prend naissance dans la chaîne de ‘Puketeraki Range’, et s’écoule vers le sud pour rejoindre à l’ est la rivière Ashley/Rakahuri.